# 일요 특선 다큐멘터리
《일요 특선 다큐멘터리》는 매주 일요일 아침 7시 40분에 방송되는 SBS TV의 다큐멘터리 프로그램이다.

## 프로그램 소개
다큐로 세상을 읽는다. 인간과 세상을 바라보는 다양한 눈, 다큐멘터리계의 외인부대가 찾은 치열한 현장을 다룬 일요 특선 다큐멘터리

## 결방
- 2025년 4월 13일 : 《2025 마스터스 골프 3R》 중계 방송 편성으로 인해 결방

## 경쟁 프로그램
- MBC 다큐 프라임 (MBC TV)